# Georges Dard
Georges Dard (* 28. Juni 1918 in Marseille; † 2. Mai 2001 ebenda) war ein französischer Fußballspieler, der einen wesentlichen Teil seiner Karriere bei Olympique Marseille verbrachte und drei Mal für die Nationalelf seines Landes auflief.

## Vereinskarriere
Sein Vater Gabriel Dard, der 1899 Mitbegründer von Olympique Marseille war, motivierte den jungen Georges zum Eintritt in die Jugendabteilung des Vereins, welcher 1926 erfolgte. Anschließend spielte er in der Jugend, bis er während der Saison 1936/37 in den Kreis der Profimannschaft aufrückte, die damals in der landesweiten ersten Liga antrat. Der 177 Zentimeter große Stürmer kam zu seinem Erstligadebüt, als er am 9. Januar 1937 im Alter von 18 Jahren bei einem 4:1-Sieg gegen den RC Roubaix auf dem Platz stand. Zwar blieb dies zunächst bei diesem einzigen Einsatz, doch sicherte der ihm eine Zugehörigkeit zur Meistermannschaft von 1937, da Marseille am Saisonende den Titel gewann. Von 1937 bis 1938 spielte er für den Ligarivalen FC Sète, bei dem er deutlich häufiger aufgeboten wurde und letztlich den dritten Tabellenrang belegte. Nach seiner Rückkehr zu Marseille avancierte er zum Stammspieler, auch wenn er nicht unumstritten gesetzt war, und verpasste 1939 mit dem zweiten Platz nur knapp einen erneuten Gewinn der Meisterschaft. 
Im September 1939 begann der Zweite Weltkrieg und sorgte für eine Unterbrechung des Spielbetriebs, doch Dard konnte anders als viele vormalige Mitspieler mit dem Fußballspielen weitermachen und mit Marseille an der inoffiziellen Austragung der Meisterschaft teilnehmen. Er stand auf dem Feld, als sein Team das nationale Pokalfinale 1940 bestritt und Racing Paris mit 1:2 unterlegen war. Ein Jahr darauf gehörte er einer Elf an, die die Meisterschaft der südfranzösischen Gruppe gewann. Am 4. Oktober 1942 erreichte er seinen persönlichen Torrekord, als er beim 20:2-Sieg in einer Ligapartie gegen die AS Avignon fünf Mal das Ziel traf. Das Team schaffte den Sprung ins Pokalendspiel 1943, das nach einem 2:2 gegen Girondins Bordeaux wiederholt werden musste; im Wiederholungsspiel erzielte Dard einen Treffer, trug so zum 4:0-Sieg seiner Mannschaft bei und erreichte den Gewinn der Trophäe. Als in der Spielzeit 1943/44 reguläre Vereinsmannschaften nicht zugelassen war, spielte er wie die meisten Teamkameraden im Trikot der ÉF Marseille-Provence und kehrte im Anschluss daran zu Olympique zurück. 
1945 wurde der reguläre Spielbetrieb fortgesetzt und Dard spielte weiter für Marseille, wobei er in der Saison 1945/46 mit 14 Treffern die beste Torausbeute seiner Laufbahn verbuchen konnte. 1948 wurde er mit seinem Verein ein weiteres Mal nationaler Meister. Im selben Jahr kehrte er nicht nur diesem, sondern auch seinem Heimatland, den Rücken und wechselte zum spanischen Erstligisten FC Sevilla. Bei den Spaniern konnte er sich jedoch nicht dauerhaft durchsetzen, sodass er 1949 nach Marseille zurückkehrte. Er fügte sich dort sofort wieder in die Mannschaft ein, musste aber mit verschlechterten sportlichen Zuständen leben und konnte 1952 vier Jahre nach der Meisterschaft mit seinen Kollegen den Abstieg nur knapp abwenden. Er blieb Stammspieler, bis er am 10. Januar 1954 bei einem 3:1 gegen den Stade Français mit 35 Jahren seine letzte Erstligabegegnung bestritt. Anschließend war er lediglich Zuschauer und wurde auch nicht aufgeboten, als sein Team das Pokalendspiel 1954 mit 1:2 gegen den OGC Nizza verlor. Am Saisonende 1953/54 beendete er nach 238 Erstligapartien mit 65 Toren sowie 68 inoffiziellen Erstligabegegnungen mit 25 Toren in Frankreich und zehn Erstligapartien ohne Tor in Spanien seine Profilaufbahn. Dabei hatte er 28 Jahre hinter sich, in denen er Olympique Marseille bis auf kurze Unterbrechungen treu geblieben war. Von 1954 bis 1955 ließ er bei einem unterklassigen Klub aus Gardanne in der Rolle eines Spielertrainers seine Karriere ausklingen.

## Nationalmannschaft
Dard war 28 Jahre alt, als er am 26. Mai 1947 bei einem 4:0-Erfolg gegen die Niederlande für die französische Nationalmannschaft debütierte, wobei er in der 75. Minute den Treffer zum 3:0-Zwischenstand erzielte. Zuletzt wurde er am 27. Mai 1950 berücksichtigt, als er an einer 0:1-Niederlage gegen Schottland beteiligt war. Insgesamt bestritt er drei Länderspiele und traf dabei zwei Mal das Tor. Zu einer Nominierung für ein internationales Turnier kam er nicht.